# 香港商業專科學校
香港商業專科學校（簡稱香港商專；英文：Hong Kong School of Commerce），是香港一所非牟利教育機構，於教育局註冊，該校在尖沙咀置有獨立校舍，為學員提供會計及商業知識，以作日後升學及就業發展。會計等課程於2021年被持續進修基金除名。於2021年2月重新開辦僱員再培訓局課程。於2025年2月，因為偽造學生出席記錄，詐騙僱員再培訓局近17萬撥款，商專前助理校長及主任被判社服令。

## 歷史
香港商業專科學校於1959年創立，主要教授會計﹑秘書及商業的知識。於2005年5月1日起，轉為一所非牟利教育機構，於教育局註冊。於2012年，為配合「334」新高中學制，香港商業專科學校提供新高中課程，包括企業﹑會計及財務課程。 於2013年，該校與海外大學合作，提供銜接學位課程。於2014年6月尾，關閉位於北角的校舍。於2021年5月7日，勞工及福利局宣布即時從持續進修基金的可獲發還款項課程名單中，剔除香港商業專科學校開辦的所有基金課程（共六項）的登記。原因是該培訓機構相關基金課程的負責人及課程總監已於早前一宗串謀欺詐的刑事案件認罪及被判刑。在案件起訴階段，該六項課程已由二零二零年一月二十四日開始被暫時除名，例子包括專業會計深造文憑等等。於2021年2月，重新與僱員再培訓局簽訂合約，繼續作為培訓機構開辦僱員再培訓局課程。於2025年2月，因為偽造學生出席記錄，詐騙僱員再培訓局近17萬撥款，商專前助理校長及主任被判社服令，被僱員再培訓局再次暫停合約。

## 公開試成績
該校每年均有學員考獲各會計專業試全港第一，概況如下：
| 考科   | 2000 – 2012年Top Students |
| ------ | ------------------------- |
| LCCI   | 21                        |
| MYOB   | 33                        |
| HKIAAT | 34                        |
| PBE    | 6                         |
| ACCA   | 2                         |

## 課程
香港商業專科學校的全日 / 兼讀制課程如下：

### 英國倫敦工商會 (LCCI)
- 基礎會計 Book-keeping Level 1
- 進階會計 Book-keeping & Accounting Level 2
- 高級會計 Accounting Level 3

### 國際會計師公會 (AIA)
- 國際會計文憑 (兼讀制)

### 特許公認會計師公會 (ACCA)
- 國際會計文憑 (兼讀制)
- 專業會計高級文憑 (兼讀制)

### 學位課程
- 國際會計榮譽理學士(銜接學位)

### 其他課程
- 會計軟件及程式實務應用 (MYOB)
- QP Revision Programme
- 僱員再培訓局課程
- 職業英語文憑
- 會計實務應用課程
- 中國稅務實務應用
- 公司秘書實務課程

## 名譽顧問
- Mr C C Choi 蔡熾昌先生 Ex-secretary General Hong Kong Examinations and Assessment Authority
- Mr Wilson Fung 馮英偉會計師 The Hong Kong Institute of Certified Public Accountants
- Professor Simon Ho 何順文教授 PhD FCPA FAIA(Hon) CMA CGA CCP MBCS FChFP President Hang Seng Management College (HSMC)
- Mr K C Law 羅廣就會計師 FCCA CPA(Aust) FCPA MCom BBA Past President Association of Chartered Certified Accountants Hong Kong
- Dr Charles Lau 劉健成會計師 FCGA CA CPA CIA MBSC MIRM Past President Canadian Certified General Accountants Association (Hong Kong)
- Mr William Tong 唐綽言會計師 MBA FCCA FCPA ATIHK NLP Master Practitioner Certified Clinical Hypnotherapist (A.C.H.E)
- Dr Horace Yuen 袁海星博士 LLB (Hons) MA MEng PhD General Manager Hong Kong IEC Ltd (AsiaWorld-Expo)

## 校長及總監
校長
- 邱韞華會計師 FCPA (Practising), ACA, FCCA, FCPA (Aust), FAIA, FHKSC, FRSA, FTIHK, MSCA, FHKRFP

學校委員會主席
- 邱賢君會計師 FCPA(Practising), CA, FCMA, FCIS, BComm, FTHK, CIA, MCIArb, FAIA, MSCA, MHKSI, HonHKAT, FHKRFP

## 外部連結
- 官方网站